# اليمان بن أبي اليمان البندنيجي
أبو بشر اليمان بن أبي اليمان البَنْدَنِيْجِي (200 - 284 هـ) لغوي عربي، فارسي الأصل. نسبته إلى «البندنيجين» من أعمال بغداد. كان ضريرا. رحل إلى بغداد وسامرا والبصرة وأخذ عن ابن السكيت والرياشي وغيرهما. نشأ بالندنيجين وحفظ هناك أدبا كثيرا وأشعارا كثيرة؛ وكان بها أبو الحسن علي بن المغيرة الأثرم، صاحب أبي عبيدة معمر بن المثنى، يروي كتبه كلها ويروي عن الأصمعي وغيره. فلزم أبو بشر ذلك النمط وحفظ من كتب علي بن المغيرة علما كثيرا، قال: حفظت في مجلس واحد مائة وخمسين بيتا من الشعر بغريبه.
وخرج إلى بغداد وسر من رأى ولقي العلماء، وقرأ على محمد بن زياد الأعرابي وسمع منه، ولقي أبا صاحب الأصمعي، وهو ابن أخته، وحفظ كتاب (الأجناس الأكبر). وكانت لأبي بشر ضياع كثيرة وبساتين خلفها أبوه فباعها وأنفقها في طلب العلم. ولقي يعقوب بن السكيت، ولقي الزيادي والرياشي بالبصرة وقرأ عليهما من حفظه كتبا كثيرة. ومن تصانيفه: (كتاب التقفية)، (كتاب معاني الشعر)، (كتاب العروض).
ومن شعره:
ومر يوما بباب الطاق فسمع صوت قمرية من حانوت خباز، فقال لقائده: مل بي إليه، فأقامه عليه فقال: يا خباز أتبيع هذه؟ قال: نعم، قال: بكم؟ قال: بعشرة دراهم، ففتح منديله وعد له الدراهم ثم أخذ الحمامة فأطلقها وأنشأ يقول:
ومن شعره:

## آثاره
من آثاره: «التقفية» و«معاني الشعر» و«العروض».